# 35 г. пр.н.е.
35 (тридесет и пета) година преди новата ера (пр.н.е.) е обикновена година, започваща в четвъртък или петък, или високосна година, започваща в сряда, четвъртък или петък по юлианския календар.

## Събития

### В Римската република
- Консули на Римската република са Секст Помпей и Луций Корнифиций. През годината суфектконсули стават Публий Корнелий Долабела и Тит Педуцей.
- март – Октавия Младата пристига в Атина, където очаква да се присъедени към съпруга си Марк Антоний, но вместо това получава съобщение от него изискващо тя да се завърне в Италия.[1]
- Октавиан и Агрипа ръководят военни операции в Илирия. Първият действа по суша, а вторият командва операциите на флота по далматинското крайбрежие.[2]
- Разбитият през предишната година от Марк Агрипа, Секст Помпей[notes 1] търси спасение в провинция Азия, където предлага услугите си на Марк Антоний и партите. Разочарован от отговора на Антоний той успява да превземе Лампсак и да привлече множество римляни на своя страна формирайки три легиона и кавалерийска част от 200 войници. С тези военни сили Помпей прави неуспешен опит да превземе Кизик, но впоследствие побеждава управителя на провинцията Гай Фурний и овладява Никея и Никомедия. Борбата със Секст Помпей ангажира значителни сили и вниманието на управителите на провинциите Азия и Витиния, на царя на Галатия Аминта и на изпратения лично от Антоний легат Марк Тиций, но завършва с неговото залавяне и последвалата му екзекуция в град Милет.[3]

#### В Юдея
- Ирод Велики назначава Аристобул III за първосвещеник, който е приветстван с огромен ентусиазъм от тълпа поклонници в Йерусалим. Притеснен от тази неочаквана реакция Ирод урежда Аристобул да бъде убит чрез инсцинирано удавяне.[4]

## Родени
- Гай Вибий Постум, римски политик (умрял 20 г.)

## Починали
- Секст Помпей, римски политик и военачалник (роден 75 г. пр.н.е.)
- Аристобул III, последен представител на Хасмонеите и първосвещеник (роден 53 г. пр.н.е.)